# Адаптивне управління
Адаптивне управління — практична стійка діяльність по відношенню до екосистем і біологічних видів, яка враховує невизначеності та екологічні флуктуації і яка є оборотною і гнучкою.